# Helmut Klein (Fotograf)
Helmut Klein (* 23. Jänner 1945 in Mariazell) ist ein österreichischer Fotograf.

## Leben
Helmut Klein wuchs in Wien auf und fotografierte seit seinem achten Lebensjahr. Er erlernte zunächst Lithographie und Reproduktionstechnik, daneben studierte er Fotografie, Zeichnen und Malen bei Johann Wolfsberger in Wien.
Von 1963 bis 1970 war er in Wien im Graphischen Gewerbe tätig. Gleichzeitig beschäftigte er sich mit verschiedenen Techniken wie der Lithographie, Linolschnitt, Siebdruck und Radierung und kombinierte diese oft mit fotografischen Techniken. 1970 übersiedelte er mit seiner Frau nach Johannesburg, Südafrika, wo er als Pressefotograf und Bildreporter bei Daily Mail, Sunday Times und Sunday Express tätig war.
Seit 1972 ist Klein freiberuflich als Fotograf tätig, von 1977 bis 1979 in Seattle und Vancouver, ab 1981 vorwiegend in Wien im eigenen Atelier als Werbe- und Modefotograf für österreichische und internationale Auftraggeber. 1983 wurde er ins Wiener Künstlerhaus aufgenommen, seit 1988 ist er ordentliches Mitglied des Art Directors Club New York.
Er hatte einen Lehrauftrag an der Akademie der bildenden Künste Wien.
Ab 2002 arbeitete er für die Architektur-Beilage „Home & Garden“ der New York Times.

## Anerkennungen
- 1994 Gold Circle der Firma Kodak
- 1998, 1990 Art Directors Club
- 2006 Berufstitel Professor[3]

## Ausstellungen
Helmut Klein hatte viele nationale und internationale Ausstellungen, unter anderem im Wiener Künstlerhaus (1983 und 1993), in Berlin (1985), in der Galerie des The Art Directors Club New York (1986 und 1988), im Casino Baden (2001), in der Galerie für erotische Kunst in Wien (2001).
Während der Ausstellung „Monat der Fotografie - Paris – Wien – Berlin“ im November 2004 zeigte Helmut Klein im Wiener Dorotheum seine Werkgruppe „Wien, Wien, nur du allein – Schräger Foto-Blick auf Wien“. Seine Arbeiten wurden 2004/2005 in der Ausstellung im Museum Modern Art Hünfeld (Hessen) gezeigt. Auf der dritten Triennale der Photographie in Hamburg (2005) war Klein mit zwei Ausstellungen, „Augenblicke“ und „Variable Kontraste“, vertreten. Seine Arbeiten als Artist wurden ab Januar 2007 in der Saatchi Gallery saatchi-gallery.co.uk, ID 24323 gezeigt, bzw. reg. 427864463, ab 2008 in Duke of York's HQ Kings Road Chelsea London SW3 4RY (nicht mehr online verfügbar.)   

## Publikationen (Auswahl)
- Hamburgs Brücken. Bildband, Fotos von Helmut Klein. Mit Texten von Jan Zimmermann und einem Vorwort von Theo Sommer, Hoffmann und Campe, Hamburg 2011, ISBN 978-3-455-50209-1.[4]
- DIE WIEN. Der unterschätzte Fluss. Fotos von Helmut Klein. Text von Andrea Buday. Vorwort von a. o. Univ.-Prof. Mag. Dr. Peter Eigner. 2024 Echomedia Buchverlag, ISBN 978-3-903989-68-9.